# 小川平四郎
小川平四郎（日语：／ Ogawa Heishirō，1916年3月17日—1997年7月25日）是一名日本外交官，祖籍长野县諏訪郡富士見町，是原司法大臣、铁道大臣小川平吉的四子，1973年至1977年担任中華人民共和國與日本建交后的第一任日本驻华大使。

## 生平
小川平四郎1916年生于东京，1939年进入日本外務省，随后以外务省驻外研究员的身份被派往北京，学习一年汉语后于1940年在辅仁大学旁听，1942年毕业于东京帝国大学法学部法律学科。1960年至1963年任日本驻香港总领事，1966年至1968年任外务省亚洲局局长，1968年11月13日至1972年1月11日任日本驻丹麦大使，从丹麦回到日本后任外务省研修所所长，任内恰逢日本首相田中角荣访华并与中国国务院总理周恩来签署《中日联合声明》。
1973年2月8日，小川平四郎被任命为日本驻华大使，2月16日前往首相官邸拜会田中角荣，同年3月29日从东京乘日本航空班机赴香港，3月31日从香港抵京赴任，同年4月3日向中华人民共和国代主席董必武递交国书，4月8日接受周恩来的会见。1974年4月20日，小川平四郎与中国外交部长姬鹏飞在北京签订《中日航空运输协定》。
1977年7月4日离任驻华大使一职，同年8月10日由佐藤正二接任。小川平四郎离任后在住友商事担任顾问至1985年，后任日中协会副会长。1997年7月25日因突发心脏病逝世，享年81岁。

## 家庭
- 祖父：小川金藏（吴服商人）
- 父亲：小川平吉（前铁道大臣）

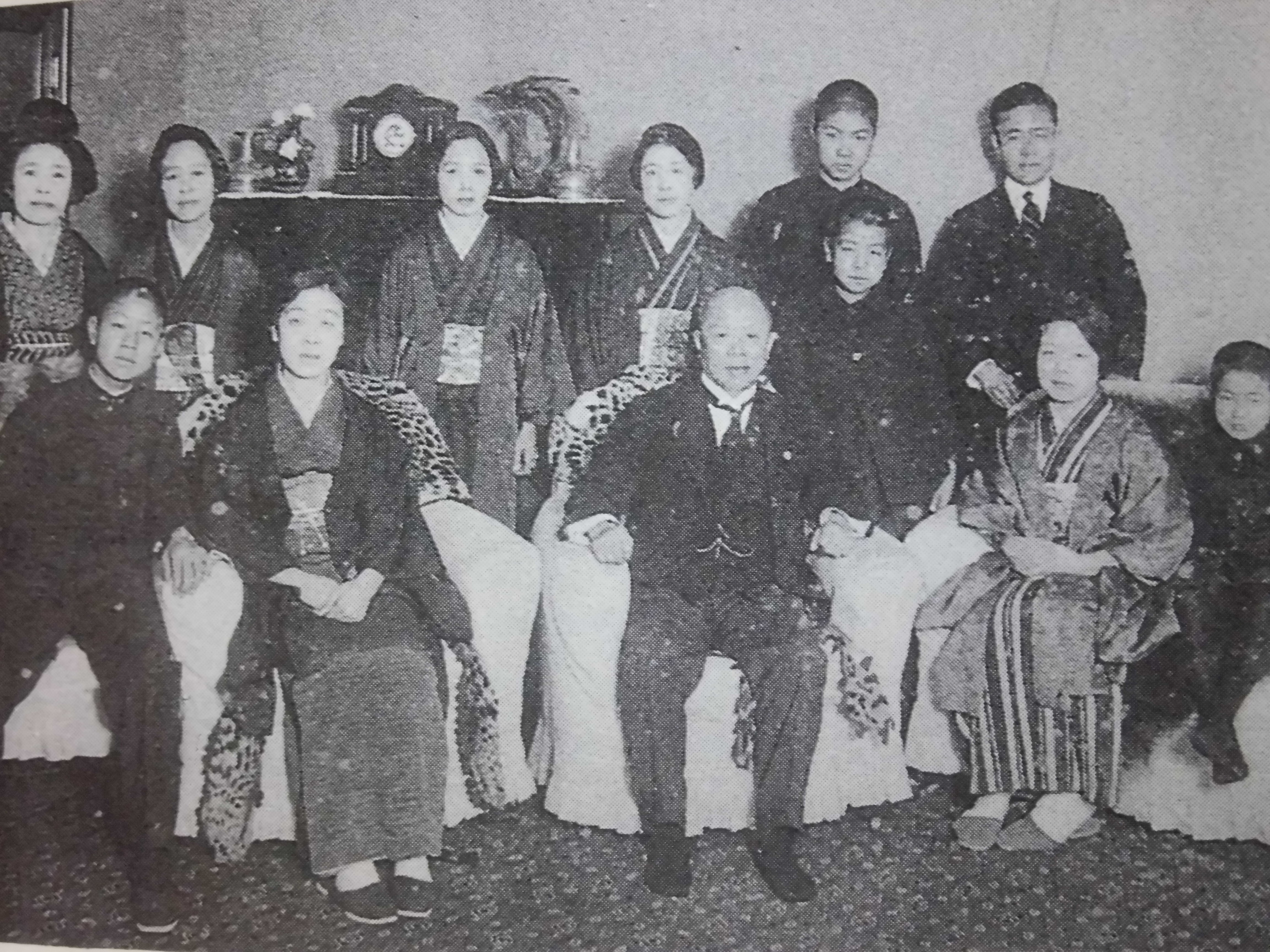
小川平吉家族，后排右数第二人为小川平四郎

- 母亲：金井きん（贵族院议员金井之恭（日语：金井之恭）长女）
- 兄：小川一平（日语：小川一平）（实业家、政治家）、小川平二（日语：小川平二）（政治家）、小川三平
- 弟：小川平五（堤甲子三家婿養子）
- 妻：伊藤嘉子（日本电气硝子（日语：日本電気硝子）社长伊藤修长女）
  - 长女：小川玲子（国税厅长官尾原荣夫之妻）
  - 次女：小川和子